# Grussenheim
Grussenheim település Franciaországban, Haut-Rhin megyében. Lakosainak száma 795 fő (2022. január 1.). Grussenheim Jebsheim, Colmar, Illhaeusern, Elsenheim és Marckolsheim községekkel határos.

## Népesség
A település népességének változása:
| Lakosok száma | 795  | 808  | 824  | 830  | 818  | 806  | 794  | 796  | 795  |
|               | 2013 | 2015 | 2016 | 2017 | 2018 | 2019 | 2020 | 2021 | 2022 |